# From the Terrace
From the Terrace (br.: Paixões desenfreadas / pt.: Do alto do terraço) é um filme de drama estadunidense de 1960, dirigido por Mark Robson para a 20th Century Fox.  Realizado em DeLuxe Color e CinemaScope. O roteiro de Ernest Lehman é baseado no romance de 1958 de John O'Hara.
Foi o terceiro filme que o casal da vida real Paul Newman e Joanne Woodward atuaram juntos.

## Elenco
- Paul Newman...David Alfred Eaton
- Joanne Woodward...Mary St. John
- Ina Balin...Natalie Benziger
- Myrna Loy...Martha Eaton
- Leon Ames...Samuel Eaton
- Elizabeth Allen...Sage Remmington
- Barbara Eden...Clemmie Shreve
- George Grizzard...Lex Porter
- Patrick O'Neal...Dr. Jim Roper
- Felix Aylmer...James MacHardie

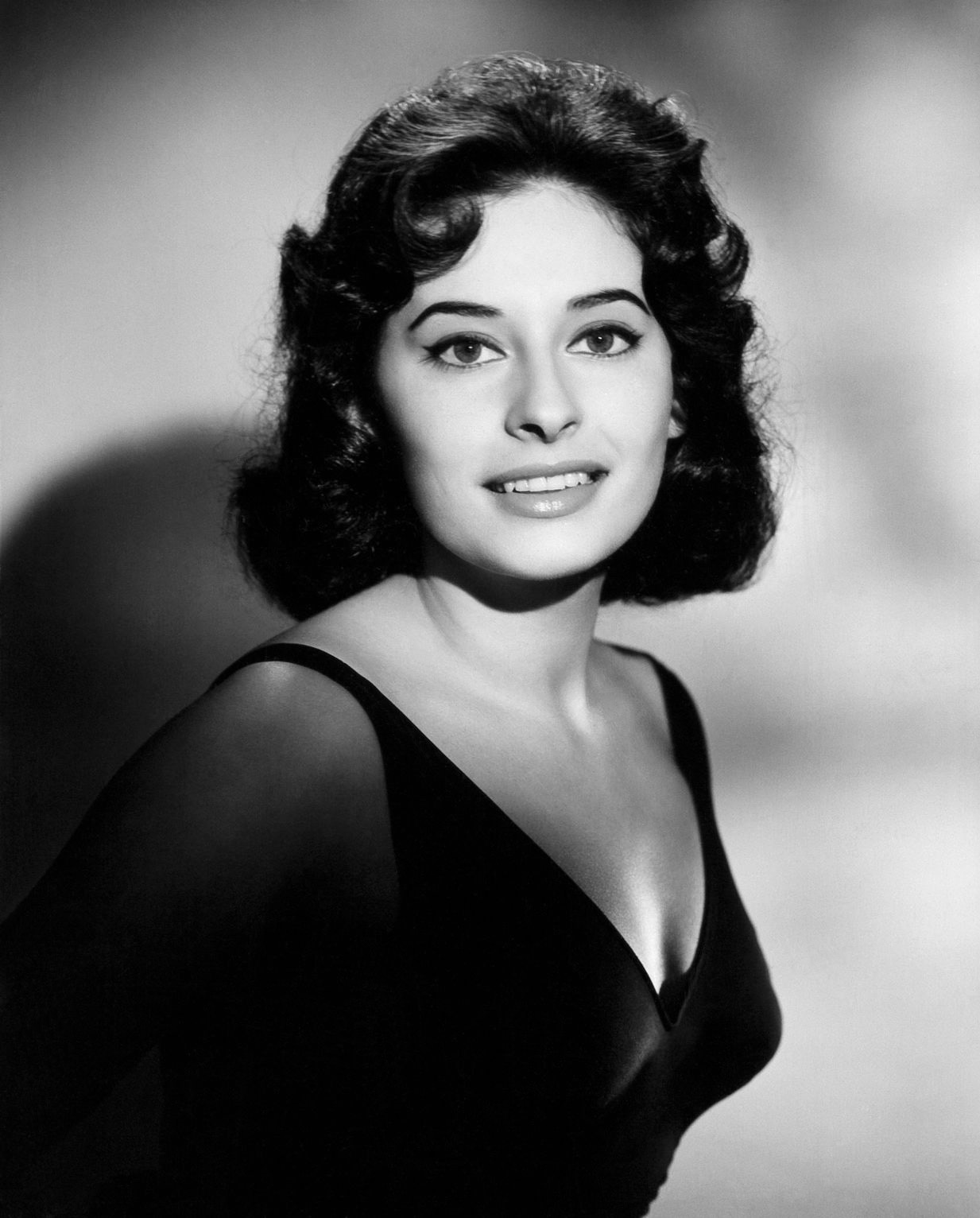
Ina Balin em foto publicitária para o filme

- Raymond Greenleaf...Fritz Thornton
- Malcolm Atterbury...George Fry
- Raymond Bailey...Senhor Eugene St. John
- Ted de Corsia...Ralph Benziger
- Howard Caine...Creighton Duffy

## Sinopse
Em 1946, David Alfred Eaton retorna para seu lar na Filadélfia, após ter lutado na Segunda Guerra Mundial. Ele encontra a mãe Martha alcoólica e importunada por um dos amantes extraconjugais, e o pai Samuel concentrado apenas em gerenciar sua fábrica metalúrgica que prosperara com a guerra. Pai e filho nunca se deram bem e o progenitor não esconde sua preferência pelo filho caçula, que morrera anos antes de meningite. Samuel quer que David trabalhe em sua fábrica mas o rapaz tem seus próprios planos de enriquecer por conta própria e deixa a família. Ele inicia um negócio de construção de aviões com Lex, um antigo companheiro da Força Aérea, e se casa com a volúvel Mary, herdeira mimada de família tradicional da Nova Inglaterra. Depois é empregado por um rico  banqueiro de Nova Iorque que o faz viajar constantemente por todo o país, deixando Mary insatisfeita e mantendo relações adúlteras com um ex-noivo, o dr. Jim Roper.